# Туррей
Турре́й (фр. Tourreilles) — коммуна во Франции, находится в регионе Лангедок — Руссильон. Департамент коммуны — Од. Входит в состав кантона Лиму. Округ коммуны — Лиму.
Код INSEE коммуны — 11394.

## Население
Население коммуны на 2008 год составляло 119 человек.
| 1962 | 1968 | 1975 | 1982 | 1990 | 1999 | 2008 |
| ---- | ---- | ---- | ---- | ---- | ---- | ---- |
| 95   | 108  | 103  | 87   | 98   | 93   | 119  |

## Экономика
В 2007 году среди 82 человек в трудоспособном возрасте (15—64 лет) 46 были экономически активными, 36 — неактивными (показатель активности — 56,1 %, в 1999 году было 56,3 %). Из 46 активных работали 38 человек (22 мужчины и 16 женщин), безработных было 8 (5 мужчин и 3 женщины). Среди 36 неактивных 5 человек были учениками или студентами, 13 — пенсионерами, 18 были неактивными по другим причинам.

## Фотогалерея

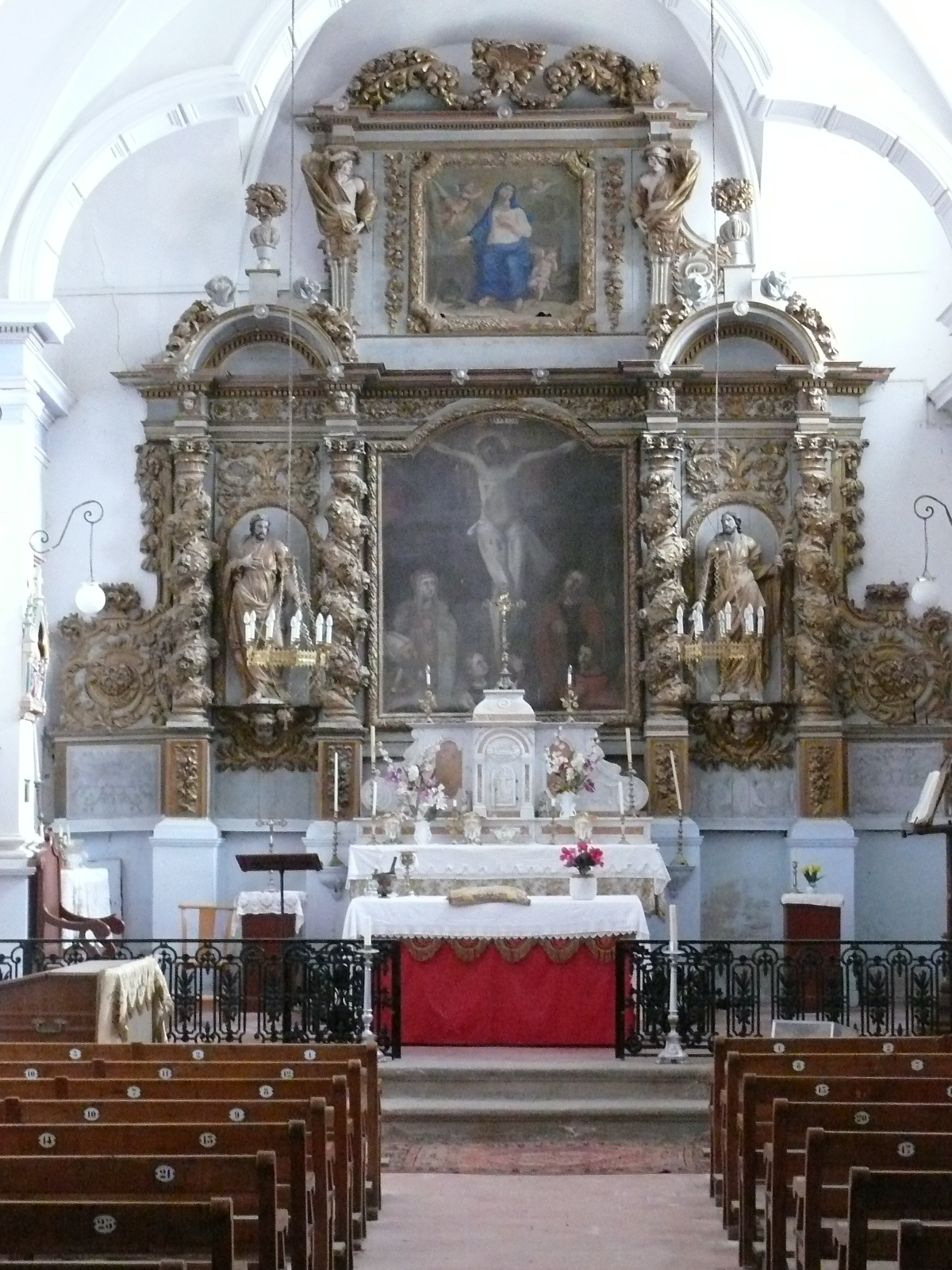
Алтарь церкви
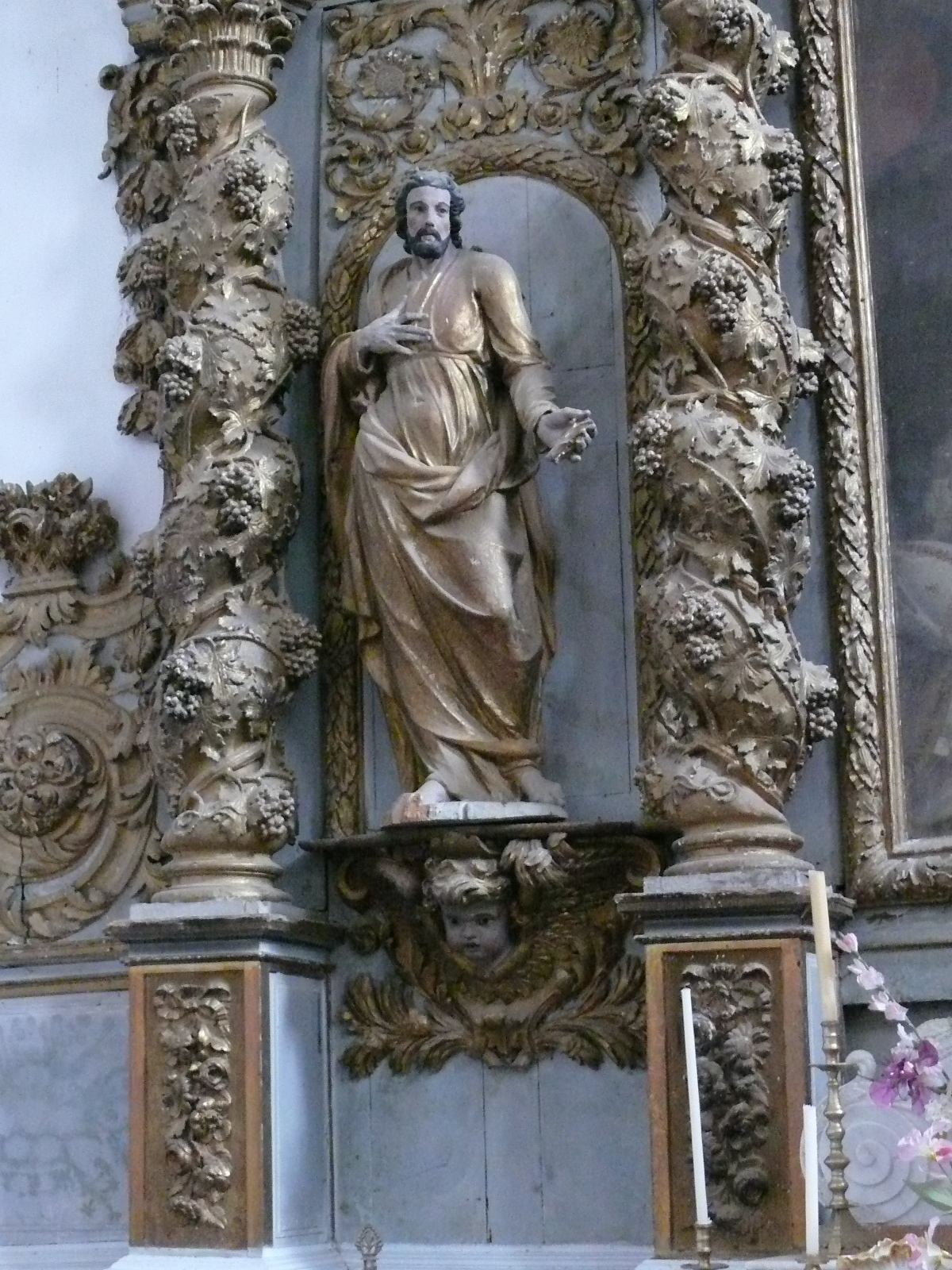